# Harka
La harka —àrab: الحرْكة, al-ḥarka— és una força indígena irregular amb comandaments europeus, emprada en les campanyes del Marroc per l'exèrcit espanyol. Es tracta d'unitats aguerrides, encara que difícils de governar, carn de canó per excel·lència, que van demostrar eficàcia, valor i fidelitat en els durs combats que sempre els tocava afrontar.
Historiadors com Raymond Carr i Manuel Espadas Burgos estenen aquesta denominació a les tropes d'Abd el-Krim, líder de la revolta rifenya, contra les quals van combatre.
Per extensió, la denominació harki es refereix a les tropes autòctones enrolades pels francesos (66.000 homes el 1961, dels quals uns dos terços estaven reclutats per força). Actualment és un terme pejoratiu a Algèria, que per extensió es fa servir per a qualsevol col·laborador amb el govern francès durant la guerra.
També reben aquesta denominació les tropes magiars, durant els segles ix i x. Per extensió, també rebien aquest nom els caps d'aquestes tropes, com per exemple Bulcsú (qui va intervenir en la batalla de Lechfeld).